# Церковь Воздвижения Креста Господня в Воздвиженском
Церковь Воздвижения Креста Господня в Воздвиженском (Крестовоздвиженский храм) — недействующий православный храм в заволжской части города Ярославля, в посёлке Воздвиженье. Относится к Ярославскому сельскому благочинию Ярославской епархии Русской православной церкви.

## История
Каменная церковь Воздвижения Креста Господня в селе Воздвиженском была построена в 1799 году на средства прихожан на месте деревянного храма. Главный престол освящён в честь Воздвижения Честного Креста Господня. В трапезной располагался зимний храм, посвящённый Святителю и Чудотворцу Николаю.
Воздвиженская церковь представляет собой бесстолпный храм трапезного типа с колокольней над западным входом (притвором). Близкий к квадрату в плане двусветный четверик перекрыт сомкнутым сводом (утрачен). С восточной стороны к четверику примыкает гранёная пониженная апсида, с западной — обширная трапезная по площади равная четверику. Декор фасадов довольно архаичен и во многом провинциален. Спаренные угловые пилястры чрезвычайно вытянуты и практически сливаются в один элемент. Лучковые окна обрамлены барочными наличниками с «ушками» и «серёжками», а над каждым проёмом крутой дугой изогнулся сандрик. Все эти элементы характерны скорей для середины XVIII века, но их присутствие объяснимо расположением храма в небольшом селе. Наиболее близким к эпохе классицизма является лишь карниз четверика с сухарями, выполненный, как и все другие декоративные элементы, в кирпиче. Возможно, более строгим (классицистичным) было венчание храма, но ввиду его отсутствия это остаётся лишь догадкой. От колокольни над притвором частично сохранился лишь первый ярус. По имеющимся колоннам можно предположить, что западная часть храма наиболее соответствовала по стилю своей эпохе. Выложенные в кирпиче колонны имеют энтазис и профилированные базы. Вход в храм осуществлялся через широкие арочные проёмы, расположенные с трёх сторон нижнего яруса колокольни.
При храме располагалось кладбище и несколько построек: дом для священника, дом для псаломщика и церковно-приходская школа (содержавшаяся на средства прихожан и от сдачи ее на лето под дачу). Кроме жителей Воздвиженского прихожанами храма были и жители соседних деревень, расположенных не далее полутора верст — Очапки, Якимцево, Бакуниха, — всего на начало XX века около 400 человек.
Храм был закрыт и разграблен коммунистами в 1931 году. В 1932 году взорвали колокольню — потребовался кирпич для постройки печей в бараках строителей ГЭС. Примерно тогда же были разграблены мраморные и гранитные надгробия кладбища, на месте которого в 1950-х годах были разбиты ныне заброшенные огороды.
В 1933 году в обезглавленном храме был открыт детский сад; чуть позднее — ясельная группа и детская поликлиника, а уже в 1935 году детский сад был переведен в приспособленный для этого барак.
Во время Великой Отечественной войны в храме обустроили офицерскую столовую, после войны здесь последовательно располагались: молокозавод, лудильная мастерская (где оцинковывали бидоны и ведра), жилой дом. Во второй половине XX века с южной стороны храма было пристроено помещение для ожидания пароходов — под берегом у церкви была пристань. К 1990-м годам здание церкви заброшено, своды четверика и трапезной обрушились.
С 2015 года началось восстановление храма общиной села Толгоболь, 23 мая того же года проведена первая Божественная литургия.